# Kavinsky
Kavinsky (reso graficamente come KΔVINϟKY), pseudonimo di Vincent Belorgey (Parigi, 31 luglio 1975), è un disc jockey, produttore discografico e attore francese.
È principalmente noto per il suo stile electro che condivide suoni e melodie degli anni ottanta, epoca che l'ha influenzato nella sua musica.

## Biografia
Debutta inizialmente nella scena parigina come attore e grazie a questi suoi primi lavori inizia a collaborare con artisti come Daft Punk, Benjamin Diamond e Sébastien Tellier già nel 2000. Nel 2005 viene ispirato dalla musica di Mr. Oizo e di Jackson and His Computerband e inizia ad esibirsi sotto lo pseudonimo di Kavinsky. Nel 2006 pubblica il suo primo EP, Teddy Boy, che ben presto lo porta al successo mondiale grazie alla canzone Testarossa Autodrive. Kavinsky in questa canzone fa riferimento alla vettura Ferrari Testarossa, cui è la sua principale fonte di ispirazione per i suoi EP e per le sue canzoni.
Nel 2007 esce 1986 che lo porta al successo grazie alle canzoni Wayfarer e Dead Cruiser. Sempre lo stesso anno collabora con i Daft Punk per il loro tour internazionale Alive 2007.
Nel 2008 esce la sua prima raccolta delle sue canzoni chiamata Blazer, da cui viene estratto un nuovo singolo, 1986. Kavinsky raggiunge il successo nel tardo 2010 contemporaneamente quando pubblica il suo EP Nightcall, utilizzato anche come colonna sonora del film del 2011 Drive. Da qui vengono estratte due canzoni, Nightcall, composta e prodotta insieme a Guy-Manuel de Homem Christo dei Daft Punk, che rimase nelle classifiche francesi per 56 settimane raggiungendo il decimo posto, e Pacific Coast Highway.
Sempre nello stesso anno le sue canzoni Testarossa Autodrive e 1986 sono presenti nel gioco Grand Theft Auto IV.
Nel 2012 esce Roadgame, che è stata scelta come colonna sonora per lo spot tv del videogioco Hitman: Absolution. A novembre 2012 produce una nuova canzone, Odd Look, che sarà presente nel suo prossimo album, per la pubblicità della vettura BMW i8. A dicembre pubblica il suo primo singolo, ProtoVision, singolo di lancio per il nuovo album OutRun.
Il 25 febbraio 2013 esce il suo primo album, OutRun, che riscuote subito un ottimo successo internazionale, venendo considerato uno dei migliori album di musica elettronica degli ultimi anni. Kavinsky ha affermato che non si è ispirato tanto all'attuale musica commerciale come quella dei Coldplay o di Katy Perry per l'album, ma piuttosto alla forte musica dance ed elettronica dei Daft Punk.
Il 2 marzo 2013 è presente al festival di musica house e dance "Ed Bangerland", per celebrare i 10 anni di nascita della casa discografica francese Ed Banger Records, presentando Outrun e suonando insieme ai Justice, Mr. Oizo e Pedro Winter (fondatore della casa discografica ed ex-manager dei Daft Punk).
L'8 luglio 2013 esce per iOS la sua app ufficiale, un gioco dedicato al personaggio di Kavinsky.

## Kavinsky
Kavinsky è l'alter ego immaginario di Belorgey, nonostante i trascorsi siano differenti. Kavinsky era un ragazzo statunitense che nel 1986 fu vittima di un incidente mortale con la sua Ferrari Testarossa. Nel 2006 Kavinsky è resuscitato per produrre musica elettronica; infatti, come sostiene Belorgey nelle interviste, la musica e le canzoni servono per raccontarne la storia e le tante emozioni provate. Per esempio, la canzone Nightcall racconta di un ragazzo "zombie" che, dopo aver subito un incidente mortale, si reca dalla propria ragazza per comunicarle che lui non è più lo stesso e che quindi devono parlare.
Kavinsky in ogni sua esibizione e uscita pubblica indossa gli stessi occhiali e lo stesso stile da teenager degli anni '80.

## Strumenti
In un'intervista Kavinsky ha dichiarato che tutto l'EP Teddy Boy è stato scritto e registrato su una Yamaha DX7, nota per il suo suono synth-pop degli anni '80. Tuttavia Kavinsky ha originariamente iniziato a fare musica su un vecchio computer Apple datogli da Mr. Oizo.

## Discografia

### Album
- 2013: OutRun
- 2022: Reborn

### EP
- 2006: Teddy Boy (EP)
- 2007: 1986 (EP)
- 2008: Blazer (EP)
- 2010: Nightcall (EP)

### Singoli
- 2011: Nightcall
- 2012: Roadgame
- 2012: ProtoVision
- 2021: Renegade